# Callionymus alisae
Callionymus alisae, tên thông thường là cá đàn lia Alis, là một loài cá biển thuộc chi Callionymus trong họ Cá đàn lia. Loài này được mô tả lần đầu tiên vào năm 2016.

## Phân bố và môi trường sống
C. alisae có phạm vi phân bố ở Tây Thái Bình Dương. Loài này chỉ được biết đến ở vùng biển ngoài khơi huyện Kavieng, tỉnh New Ireland, Papua New Guinea (một phần của biển Bismarck). Mẫu vật duy nhất của C. alisae được tìm thấy trên đáy cát, ở độ sâu từ 90 đến 228 m.

## Mô tả
Chiều dài tối đa được ghi nhận ở C. alisae là khoảng 3,2 cm, thuộc về một cá thể đực (mẫu vật duy nhất). Màu sắc khi còn tươi của mẫu vật: Đầu và thân trước màu vàng nhạt (lưng vàng sẫm hơn), thân sau trắng nhạt. Ngực, bụng và thân dưới màu trắng. Lưng có những chấm xám. Hai bên thân (ở phía dưới đường bên) có 1 hàng đốm lớn màu xám. Mắt xanh thẫm. Vây lưng thứ nhất trắng nhạt, với các dải sọc dọc màu đen. Vây lưng thứ hai có bốn đốm nhỏ màu nâu trên mỗi tia vây; hai màng sau màu xám đen. Vây hậu môn trắng nhạt, dải đen ở rìa. Vây đuôi với 2/3 phía trên có năm vạch đứng màu xám đen; rìa dưới màu đen. Vây bụng màu đen ở sát rìa. Vây ngực màu vàng nhạt, có các đốm nâu mờ.
Số gai ở vây lưng: 4; Số tia vây mềm ở vây lưng: 8; Số gai ở vây hậu môn: 0; Số tia vây mềm ở vây hậu môn: 8; Số tia vây mềm ở vây ngực: 18; Số gai ở vây bụng: 1; Số tia vây mềm ở vây bụng: 5.